# Promoción industrial en Argentina
Las políticas de promoción industrial en la Argentina tienen como objetivo impulsar algunas industrias en determinadas zonas del país. Generalmente se implementaron en forma de desgravaciones y ventajas impositivas para aquellas empresas o personas que realizaran inversiones industriales en determinadas actividades y localizaciones.

## Historia

### Década de 1940
Aunque a partir de la década de 1920 se presentaron algunos proyectos parlamentarios para promover el desarrollo industrial, recién en 1944 con el decreto Nº 14.630 de “Fomento y defensa de industrias de interés nacional”, quedó materializado el primer sistema explícito de promoción industrial. Dos años después, fue convertido en ley por el Congreso Nacional, ratificando así el interés del gobierno por estimular el crecimiento y la diversificación industrial.
El decreto estableció que serán industrias de interés nacional:
a)  Las  que  empleen  exclusivamente  materia  prima  nacional  y  cuya  producción  esté destinada a abastecer el mercado interno; 
b) Las que utilizando parcial o totalmente materias primas o artículos semielaborados  de procedencia extranjera, produzcan artículos de primera necesidad o que interesen a la defensa nacional.
En 1945 el  Poder  Ejecutivo  Nacional  dicta  el  decreto N°  3824, creando un régimen libre de todo derecho y de toda obligación al sur del paralelo 42°, esta promoción fue mantenida por 10 años.

### Década de 1950
En abril de 1956 el Poder Ejecutivo Nacional decreta a través de la ley 7101 como zona franca al Territorio Nacional de Tierra del Fuego.
En 1957 se creó una comisión para estudiar una nueva ley de promoción industrial (resolución 1.483/57 del Ministerio de Comercio e Industria), con intervención de la Facultad de Ingeniería y del Centro Argentino de Ingenieros, cuyas conclusiones fueron utilizadas para elaborar el proyecto que el Poder Ejecutivo remitió al Congreso en 1958. El nuevo cuerpo legal, aprobado por el Congreso a fines de diciembre de ese año, derogó el régimen del decreto Nº 14.630/44.

### Década de 1970
En 1970  el  Poder  Ejecutivo  Nacional  promulgó la ley 18588 y su decreto reglamentario N° 604/70, con el objetivo de derogar todas las disposiciones nacionales que  amparaban el régimen de promoción.

#### Ley 19.640: El régimen de promoción industrial de Tierra del Fuego
En 1972, con la promulgación de la ley 19.640, se crea el Área Aduanera Especial de Tierra del Fuego.
Los beneficios fiscales consistían en un  sistema de exenciones tributarias en materia de impuestos nacionales a cargo de la Dirección General Impositiva y se autoriza al Poder  Ejecutivo para que regule alícuotas de los derechos de importación y exportación a cargo de la Dirección General de Aduanas.